# Medley (entreprise)
Medley est une compagnie pharmaceutique spécialisée dans les médicaments génériques.
Elle regroupe les activités génériques du groupe Sanofi, au Brésil et en Amérique du sud. Medley est le troisième groupe pharmaceutique et numéro 1 brésilien des génériques, avec son siège à Campinas, et deux sites de production à Campinas et Sumaré plus le site de production Sanofi de Suzano.

## Histoire de Medley
- Sanofi rachète Medley pour 500 Millions d'euros en 2009[3]